# Paul Accola
Paul Accola (* 20. Februar 1967 in Davos) ist ein ehemaliger Schweizer Skirennfahrer. Der Allrounder aus dem Kanton Graubünden zählte während der 1990er Jahre in allen Disziplinen zur erweiterten Weltspitze und war besonders in der Kombination erfolgreich. Er gewann eine olympische Bronzemedaille sowie eine Silber- und zwei Bronzemedaillen bei Weltmeisterschaften. Seine erfolgreichste Saison hatte er 1991/92, als er sämtliche sieben Weltcupsiege seiner Karriere errang und den Gesamtweltcup für sich entschied. Nach fünf Teilnahmen bei Olympischen Spielen und sieben Teilnahmen bei Weltmeisterschaften trat er 2005 im Alter von 38 Jahren zurück. Seine jüngere Schwester Martina Accola war ebenfalls Skirennfahrerin.

## Biografie

### Sportkarriere
Der gelernte Zimmermann wuchs zusammen mit seiner Schwester und zwei Brüdern auf dem Bauernhof seiner Eltern in Davos auf. Nach guten Leistungen bei nationalen Jugend- und Juniorenmeisterschaften wurde das Mitglied des SC Davos 1985 für die Junioren-WM im slowakischen Jasná nominiert, wo er Dritter im Slalom wurde. In den beiden nächsten Saisons bestritt er FIS-Rennen und stieg in die Nationalmannschaft auf. Am 17. Januar 1988 bestritt er sein erstes Weltcup-Rennen und erreichte beim Slalom in Bad Kleinkirchheim auf Anhieb den achten Platz. Dies brachte ihm die Qualifikation für die Olympischen Winterspiele 1988 in Calgary ein, wo er die Bronzemedaille in der Kombination gewann.
Am 6. Dezember 1988 gelang Accola erstmals eine Podestplatzierung in einem Weltcuprennen, als er in Sestriere Dritter des Slaloms wurde. Bei den Weltmeisterschaften 1989 in Vail gewann er die Silbermedaille in der Kombination und verpasste im Slalom knapp den dritten Platz. Mit weiteren Podestplätzen in den Saisons 1989/90 und 1990/91 etablierte er sich an der Weltspitze.
Seine erfolgreichste Saison hatte Accola 1991/92. Nachdem er am 29. November 1991 in Breckenridge erstmals ein Weltcuprennen gewonnen hatte, folgten in den vier darauf folgenden Monaten sechs weitere Siege. Accola sicherte sich damit den Gewinn des Gesamtweltcups vor Alberto Tomba und siegte auch in der Super-G- und Kombinations-Disziplinenwertung. Da in diesem Jahr im Weltcup erstmals eine neue Punktewertung zur Anwendung kam (100 statt 25 Punkte für den Sieger), bedeuteten seine 1699 Punkte neuen Rekord, der acht Jahre hielt und erst im Jahr 2000 durch Hermann Maier mit 2000 Punkten überboten wurde. Aktuell (Stand 2024) sind die 1699 Punkte die sechsthöchste im Weltcup der Herren erreichte Punktezahl. Trotz klarer Favoritenrolle gelang es Accola bei den Olympischen Winterspielen 1992 in Albertville jedoch nicht, eine Medaille zu gewinnen.
Wegen chronischer Rückenschmerzen und diverser weiterer Verletzungen konnte Accola ab 1993 nicht mehr an die Leistungen seiner besten Saison anknüpfen. Zwar klassierte er sich regelmässig unter den besten Zehn, doch Podestplätze blieben eine Seltenheit. Die Weltmeisterschaften 1993 konnte er beispielsweise wegen einer Meniskusoperation nicht bestreiten. Bei den Weltmeisterschaften 1999 in Vail gewann er überraschend und entgegen dem bisherigen Saisonverlauf die Bronzemedaille in der Kombination, wurde Vierter im Riesenslalom und Fünfter im Super-G. Eine weitere Kombinations-Bronzemedaille gewann er bei den Weltmeisterschaften 2001 in St. Anton am Arlberg.
Nachdem er die gesamte Saison 2002/03 verletzungsbedingt auslassen musste, versuchte Accola ein Comeback, erreichte aber nicht mehr sein bisheriges Leistungsniveau. Am 20. Februar 2005, an seinem 38. Geburtstag, gab er in Garmisch-Partenkirchen nach fast zwei Jahrzehnten Skikarriere seinen Rückzug aus dem Renngeschehen bekannt. Dieses letzte Rennen seiner Karriere war sein 359. Weltcup-Rennen und er belegte Rang 31. Zu diesem Zeitpunkt war er der mit Abstand älteste Fahrer im Weltcup.

### Privates
Accola ist für sein forsches Auftreten bekannt. Damit provozierte er häufig Auseinandersetzungen mit Trainern und Verbandsfunktionären, die er über die Medien austrug. Im September 2000 wurde er vom Schweizerischen Skiverband wegen wiederholter «Disziplinlosigkeiten» vorübergehend suspendiert und musste zur Strafe 10'000 Franken an die Nachwuchsförderung bezahlen. Seine Interviews waren geprägt von trockenem Humor. So kommentierte er 2001 den Gewinn der WM-Bronzemedaille in der Kombination mit den Worten «Bringt nix, schadet nix». Schon bei den Olympischen Spielen 1988 hatte er die Bedeutung dieser Disziplin heruntergespielt: «Was ist schon die Kombination! Die interessiert ja doch kein Schwanz.»
Abseits des Skisports wurde Accola durch seine Vorliebe für Schreitbagger des Herstellers Menzi Muck bekannt. Mit einem solchen Gerät trat er 1992 in der Sendung Wetten, dass..? zu einem Hindernisparcours an. Im Herbst 2008 führte er im Auftrag von Pistenplaner Bernhard Russi die Erdarbeiten an der Abfahrtsstrecke der Olympischen Winterspiele 2014 in Krasnaja Poljana durch. Ein besonders steiler Abschnitt der Piste Rosa Chutor trägt den Namen «Accola Valley».
Seit dem Ende seiner Sportkarriere ist Accola als Unternehmer tätig. Er besitzt ein Unternehmen für Baggerarbeiten und Holztransporte in Davos. Daneben ist er Gründer und Stiftungsratspräsident einer Stiftung, die junge Sport-Nachwuchstalente aus dem Kanton Graubünden fördert; zu den Stiftungsräten gehört auch Snowboard-Olympiasiegerin Daniela Meuli. Accola ist mit Valérie Favre Accola verheiratet und hat eine Tochter und zwei Söhne. Er ist Athletenbotschafter der Entwicklungshilfeorganisation Right To Play.
Im April 2011 wurde bekannt, dass Accola bei den Eidgenössischen Parlamentswahlen 2011 auf der Liste für Auslandschweizer der SVP des Kantons Graubünden für einen Sitz im Nationalrat kandidiert. Er wurde nicht gewählt. Auch eine Kandidatur für das Gemeindeparlament von Davos blieb im gleichen Jahr erfolglos. Paul Accola wurde 2018 zum zweiten Mal erfolgreich als Grossrats-Stellvertreter in das Kantonsparlament gewählt.
Am 27. Juni 2012 überrollte Paul Accola in Davos beim Rückwärtsfahren mit einer Mähmaschine einen achtjährigen Jungen. Der Junge verstarb kurz danach an seinen Verletzungen im Kantonsspital Graubünden. Ein Strafverfahren gegen Paul Accola wegen fahrlässiger Tötung wurde im April 2013 eingestellt. Gemäss Staatsanwaltschaft traf ihn keine Schuld, er und eine andere Person hätten den Jungen vor dem Unfall aufgefordert, sich aus dem Gefahrenbereich zu entfernen. Der Einstellungsentscheid ist rechtskräftig.

## Erfolge

### Olympische Spiele
- Calgary 1988: 3. Kombination
- Albertville 1992: 4. Riesenslalom, 10. Super-G, 21. Kombination
- Lillehammer 1994: 6. Kombination, 14. Super-G, 17. Slalom, 19. Riesenslalom
- Nagano 1998: 7. Riesenslalom, 18. Slalom, 18. Super-G
- Salt Lake City 2002: 6. Kombination, 10. Super-G

### Weltmeisterschaften
- Vail 1989: 2. Kombination, 4. Slalom
- Saalbach-Hinterglemm 1991: 4. Kombination, 11. Slalom
- Morioka 1993: 5. Slalom
- Sierra Nevada 1996: 11. Kombination, 13. Riesenslalom
- Sestriere 1997: 5. Riesenslalom, 6. Kombination, 18. Slalom
- Vail/Beaver Creek 1999: 3. Kombination, 4. Riesenslalom, 5. Super-G, 9. Slalom, 16. Abfahrt
- St. Anton 2001: 3. Kombination, 8. Riesenslalom, 13. Super-G

### Weltcupwertungen
Paul Accola gewann in der Saison 1991/92 den Gesamtweltcup. Hinzu kommen zwei Siege in Disziplinenwertungen.
| 1987/88 | 86.                                 | 8                                   | –                                   | –                                   | –                                   | –                                   | –                                   | –                                   | 34.                                 | 8                                   | –                                   | –                                   |                                     |                                     |
| 1988/89 | 20.                                 | 72                                  | –                                   | –                                   | –                                   | –                                   | –                                   | –                                   | 14.                                 | 28                                  | 4.                                  | 44                                  |                                     |                                     |
| 1989/90 | 11.                                 | 109                                 | –                                   | –                                   | 20.                                 | 11                                  | –                                   | –                                   | 10.                                 | 58                                  | 2.                                  | 40                                  |                                     |                                     |
| 1990/91 | 8.                                  | 114                                 | –                                   | –                                   | 12.                                 | 13                                  | 15.                                 | 22                                  | 7.                                  | 67                                  | 4.                                  | 12                                  |                                     |                                     |
| 1991/92 | 1.                                  | 1699                                | 34.                                 | 52                                  | 1.                                  | 429                                 | 3.                                  | 330                                 | 2.                                  | 588                                 | 1.                                  | 300                                 |                                     |                                     |
| 1992/93 | 18.                                 | 331                                 | 56.                                 | 4                                   | 17.                                 | 83                                  | 8.                                  | 165                                 | 23.                                 | 79                                  | –                                   | –                                   |                                     |                                     |
| 1993/94 | 59.                                 | 107                                 | –                                   | –                                   | 31.                                 | 25                                  | 37.                                 | 27                                  | 28.                                 | 55                                  | –                                   | –                                   |                                     |                                     |
| 1994/95 | 49.                                 | 137                                 | –                                   | –                                   | 39.                                 | 14                                  | 20.                                 | 83                                  | –                                   | –                                   | 9.                                  | 40                                  |                                     |                                     |
| 1995/96 | 37.                                 | 214                                 | 57.                                 | 10                                  | 41.                                 | 12                                  | 15.                                 | 152                                 | –                                   | –                                   | 11.                                 | 40                                  |                                     |                                     |
| 1996/97 | 22.                                 | 372                                 | 36.                                 | 35                                  | 20.                                 | 65                                  | 14.                                 | 158                                 | 40.                                 | 24                                  | 4.                                  | 90                                  |                                     |                                     |
| 1997/98 | 17.                                 | 471                                 | 44.                                 | 19                                  | 10.                                 | 114                                 | 12.                                 | 214                                 | 37.                                 | 28                                  | 5.                                  | 60                                  |                                     |                                     |
| 1998/99 | 13.                                 | 494                                 | 40.                                 | 27                                  | 10.                                 | 157                                 | 13.                                 | 185                                 | 26.                                 | 65                                  | 6.                                  | 60                                  |                                     |                                     |
| 1999/00 | 14.                                 | 547                                 | 26.                                 | 92                                  | 15.                                 | 115                                 | 13.                                 | 178                                 | 35.                                 | 62                                  | 4.                                  | 100                                 |                                     |                                     |
| 2000/01 | 27.                                 | 270                                 | 26.                                 | 64                                  | 24.                                 | 42                                  | 19.                                 | 119                                 | –                                   | –                                   | 5.                                  | 45                                  |                                     |                                     |
| 2001/02 | 46.                                 | 168                                 | 39.                                 | 25                                  | 14.                                 | 91                                  | 50.                                 | 7                                   | –                                   | –                                   | 8.                                  | 45                                  |                                     |                                     |
| 2002/03 | verletzungsbedingt keine Ergebnisse | verletzungsbedingt keine Ergebnisse | verletzungsbedingt keine Ergebnisse | verletzungsbedingt keine Ergebnisse | verletzungsbedingt keine Ergebnisse | verletzungsbedingt keine Ergebnisse | verletzungsbedingt keine Ergebnisse | verletzungsbedingt keine Ergebnisse | verletzungsbedingt keine Ergebnisse | verletzungsbedingt keine Ergebnisse | verletzungsbedingt keine Ergebnisse | verletzungsbedingt keine Ergebnisse | verletzungsbedingt keine Ergebnisse | verletzungsbedingt keine Ergebnisse |
| 2003/04 | 51.                                 | 164                                 | 24.                                 | 86                                  | 22.                                 | 78                                  | –                                   | –                                   | –                                   | –                                   | –                                   | –                                   |                                     |                                     |
| 2004/05 | 92.                                 | 41                                  | 39.                                 | 29                                  | 51.                                 | 2                                   | –                                   | –                                   | –                                   | –                                   | 21.                                 | 10                                  |                                     |                                     |

### Weltcupsiege
Insgesamt hat Paul Accola sieben Weltcuprennen gewonnen (3 Kombinationen, 2 Super-G, 1 Riesenslalom, 1 Slalom). Hinzu kommen neun zweite Plätze und zehn dritte Plätze. 93 Mal klassierte er sich in Weltcuprennen unter den besten zehn.
| Datum             | Ort                    | Land        | Disziplin    |
| ----------------- | ---------------------- | ----------- | ------------ |
| 29. November 1991 | Breckenridge           | USA         | Riesenslalom |
| 30. November 1991 | Breckenridge           | USA         | Slalom       |
| 13. Januar 1992   | Garmisch-Partenkirchen | Deutschland | Kombination  |
| 19. Januar 1992   | Kitzbühel              | Österreich  | Kombination  |
| 26. Januar 1992   | Wengen                 | Schweiz     | Kombination  |
| 1. Februar 1992   | Megève                 | Frankreich  | Super-G      |
| 1. März 1992      | Morioka                | Japan       | Super-G      |

### Weitere Erfolge
- Juniorenweltmeisterschaft 1985: 2. Kombination, 3. Slalom
- 15 Schweizer Meistertitel:
  - 1× Abfahrt (1999)
  - 2× Super-G (1997, 1999)
  - 3× Slalom (1991, 1993, 1998)
  - 9× Kombination (1987, 1991, 1993, 1994, 1996, 1997, 1998, 1999, 2001)

## Quelle
- Internationales Sportarchiv, Ausgabe 43/1999 (Munzinger-Archiv)